# Chernes lymphatus
Chernes lymphatus är en spindeldjursart som först beskrevs av Clarence Clayton Hoff 1949.  Chernes lymphatus ingår i släktet Chernes och familjen blindklokrypare. Inga underarter finns listade i Catalogue of Life.